# 千葉海洋球場

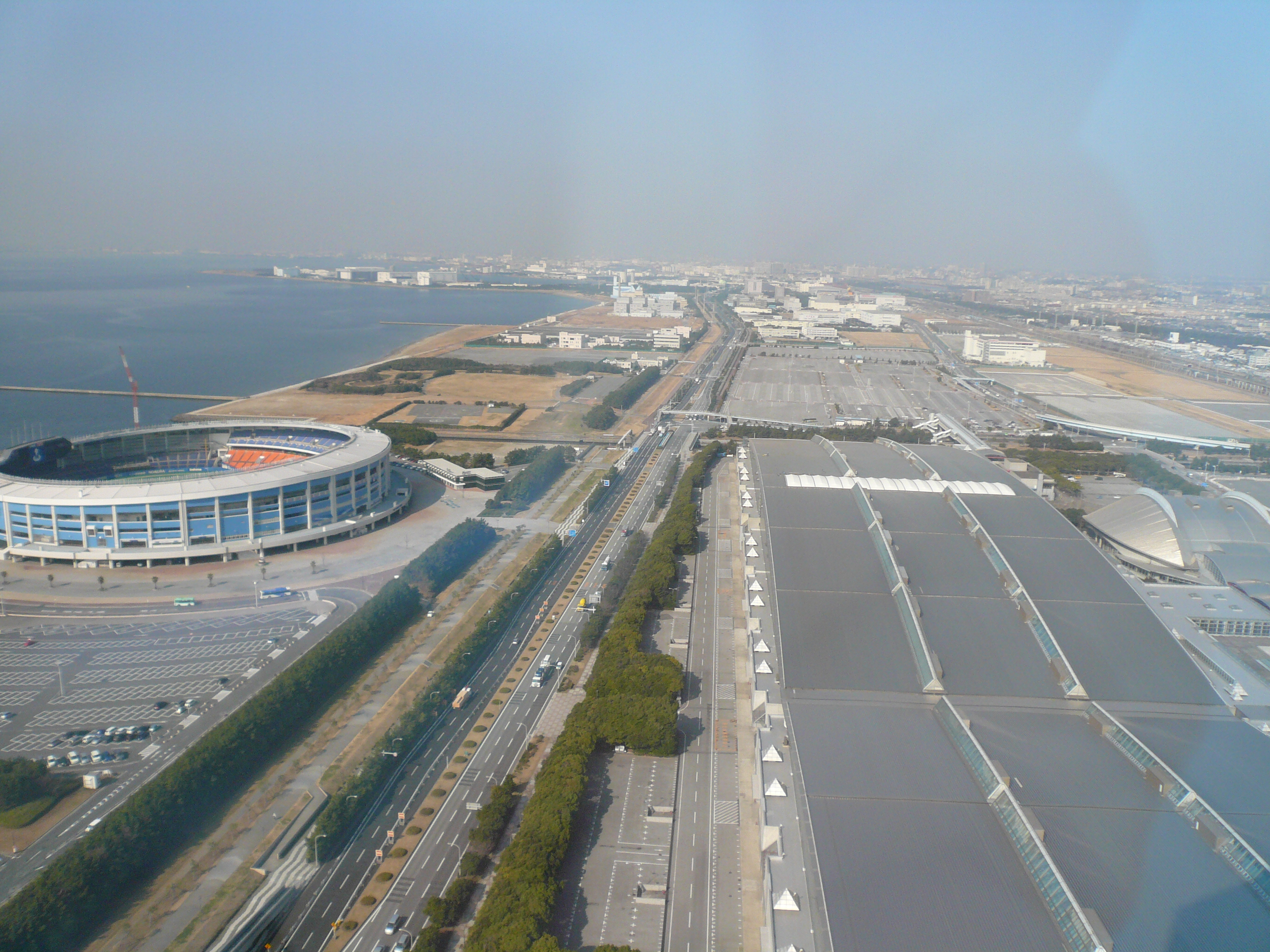
幕張展覽館(右)

千葉海洋球場（日语：／ Chiba Marin Sutajiamu）是日本一座棒球場，位於千葉縣千葉市美濱區的海岸，與幕張展覽館及幕張海濱公園相鄰。此球場於1990年落成啟用，目前為日本職棒千葉羅德海洋的主場，使用人工草坪。它曾是2010年国民体育大会的中心，用于主持国体的开幕式。
自2016年12月1日起ZOZOTOWN由營運方START TODAY公司取得設施命名權，改稱為ZOZO海洋球場（ZOZOマリンスタジアム）。
若不冠上地名，亦有被以省略的形式通稱為海洋球場（マリンスタジアム）、Mari-Sta（マリスタ），或者是千葉海洋（千葉マリン）、Marine（マリン）。因改稱為「ZOZO海洋球場」（ZOZOマリンスタジアム）而略稱為ZOZO Marine（ゾゾマリン）。

## 歷史
1988年1月30日正式動工，千葉市政府邀請在地企業一共49間公司共同出資成立「千葉海洋球場株式會社」，最終在1990年2月22日完工，總共耗資了133億日幣。1990年3月24日舉行職棒熱身賽，也是千葉海洋球場自啟用後的首場職棒賽事，由讀賣巨人隊對戰羅德獵戶座隊。
1992年千葉羅德海洋隊入主千葉海洋球場。

## 外部連結
- （日語） 千葉海洋球場（页面存档备份，存于）